# Tên lửa không đối đất

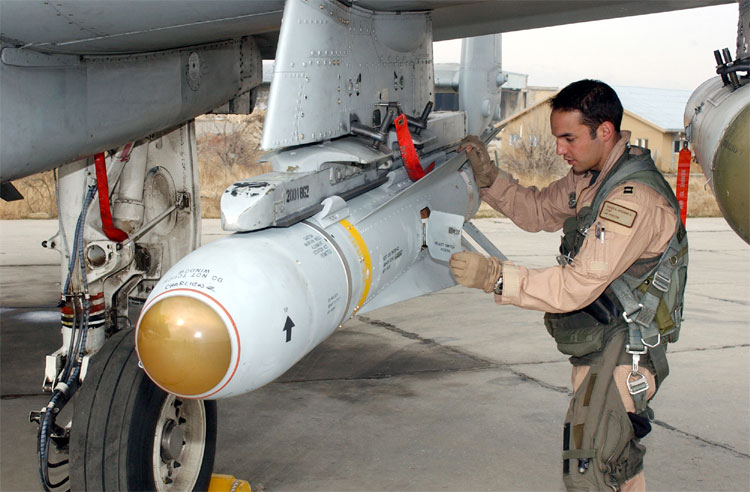
Một phi công đang kiểm tra tên lửa AGM-65 Mavericktrên máy bay A-10 Thunderbolt.

Tên lửa không đối đất (tiếng Anh được viết: air-to-surface missile (ASM) hay air-to-ground missile (AGM)) là tên lửa được thiết kế để phóng từ các máy bay quân sự, các máy bay ném bom, máy bay chiến đấu hoặc các loại máy bay khác tiêu diệt các mục tiêu trên đất liền, trên biển. Tên lửa không đối đất thường có hệ thống đẩy là các động cơ tên lửa. Có hai hệ thống đẩy chủ yếu được sử dụng là động cơ rốc két và động cơ phản lực, mỗi loại đáp ứng với tầm hoạt động khác nhau của tên lửa: tên lửa tầm ngắn và tên lửa tầm dài. Một vài loại tên lửa không đối đất của Liên Xô được đẩy bằng động cơ píttong nhằm mục đích tăng tầm và tốc độ bay cho tên lửa.
Hệ thống định hướng cho tên lửa không đối đất thường là dẫn hướng bằng Lazer, dẫn hướng bằng hồng ngoại, dẫn hướng bằng quang học hoặc dẫn hướng bằng tín hiệu vệ tinh GPS. Các phương pháp dẫn hướng được dùng phụ thuộc vào loại mục tiêu. Ví dụ, với mục tiêu là các tàu thì phương pháp dẫn hướng là dùng rada chủ động hay bị động, nhưng các phương pháp này sẽ không hiệu quả khi tấn công các mục tiêu trên đất liền, loại mục tiêu không có nhiều kim loại.
Sự phân biệt giữa tên lửa không đối đất và tên lửa đất đối đất đôi khi không rõ ràng. Một số loại tên lửa chống tàu như Penguin và AGM-84 Harpoon có thể thuộc cả hai: có thể phóng từ máy bay hoặc phóng từ mặt đất.
Một trong những phát triển chính của tên lửa không đối đất vượt trội so với các loại vũ khí khác được sử dụng cho máy bay là tầm bắn an toàn mà nó có. Tầm hoạt động của tên lửa cho phép máy bay có thể phóng từ một khoảng cách rất xa mục tiêu, tránh được hầu hết các loại vũ khí bố trí xung quanh để bảo vệ mục tiêu.
Các dạng khác của tên lửa không không đối đất bao gồm:
- Tên lửa dẫn hướng chống tăng phóng từ máy bay (có loại phóng từ trực thăng)
- Tên lửa hành trình phóng từ máy bay.
- Tên lửa chống tàu phóng từ máy bay.
- Tên lửa chống bức xạ

## Danh sách tên lửa không đối đất

### Pháp
- MBDA AS 30
- MBDA Apache
- MBDA Exocet

### Anh-Pháp
- Brimstone
- Storm Shadow

### Đức
- Taurus KEPD 350
- AGM Armiger
- PARS-3
- Euromissile HOT

### Ấn Độ
- BrahMos
- Nag

### Iraq
- Al Quds

### Norway
- Penguin
- Joint Strike Missile

### Pakistan
- Tên lửa H2
- Tên lửa H4
- Baktar-Shikan
- Babur
- Hafr

### Nam Phi
- Mokopa

### Thụy Điển
- RBS 15

### Anh
- Blue Steel missile
- Brimstone missile
- Green Cheese missile
- AGM-48 Skybolt
- ALARM

### Hoa Kỳ
- AGM-12 Bullpup
- AGM-22
- AGM-28 Hound Dog
- AGM-45 Shrike
- AGM-48 Skybolt
- AGM-53 Condor
- AGM-62 Walleye
- AGM-63
- AGM-64 Hornet
- AGM-65 Maverick
- AGM-69 SRAM
- AGM-76 Falcon
- AGM-78 Standard ARM
- AGM-79 Blue Eye
- AGM-80 Viper
- AGM-83 Bulldog
- AGM-84 Harpoon
- AGM-86 CALCM
- AGM-87 Focus
- AGM-88 HARM
- AGM-112
- AGM-114 Hellfire
- AGM-122 Sidearm
- AGM-123 Skipper
- AGM-124 Wasp
- AGM-129 ACM
- AGM-130
- AGM-131 SRAM II
- AGM-136 Tacit Rainbow
- AGM-137 TSSAM
- AGM-142 Have Nap
- AGM-153
- AGM-154 JSOW
- AGM-158 JASSM
- AGM-159 JASSM

### Nga/Liên Xô
- AS-1 'Kennel'
- AS-2 'Kipper'
- AS-3 'Kangaroo' (H-20)
- AS-4 'Kitchen' (H-22 Burya)
- AS-5 'Kelt' (H-11/KSR-2)
- AS-6 'Kingfish' (H-26/KSR-5)
- AS-7 'Kerry' (H-66, H-23 Grom)
- AS-8 (9M114V Sturm-V)
- AS-9 'Kyle' (H-28)
- AS-10 'Karen' (H-25)
- AS-11 'Kilter' (H-58 Izdeliye)
- AS-12 'Kegler' (H-25MP, H-27PS)
- AS-13 'Kingbolt' (H-59 Ovod)
- AS-14 'Kedge' (H-29)
- AS-15 'Kent' (H-55/H-65S Izdeliye)
- AS-16 'Kickback' (H-15)
- AS-17 'Krypton' (H-31)
- AS-18 Kazoo (H-59M Ovod-M)
- AS-19 'Koala' (P-750 Grom)
- AS-X-19 'Koala' (3M25A Meteorit-A)
- AS-20 'Kayak' (H-35/H-37 Uran)
- AS-X-21 (Kh-90 Gela)